# Павол Полакович
Павол Полакович (чеськ. Pavol Polakovič; 11 січня 1974, с. Смолениці, Трнава, Трнавський край) — чеський професійний боксер словацького походження, призер чемпіонату Європи, учасник Олімпійських ігор.

## Аматорська кар'єра
На чемпіонаті світу 1995 Павол Полакович здобув дві перемоги, а в 1/8 фіналу програв Сергію Караваєву (Росія) — 1-10.
На чемпіонаті Європи 1996 здобув три перемоги, а в півфіналі програв Франциску Ваштагу (Румунія) — RSC 3.
На Олімпійських іграх 1996 переміг в 1/16 фіналу Віктора Кунене (ПАР) — 8-1, а в 1/8 фіналу програв Девіду Ріду (США) — 5-12.

## Професіональна кар'єра
На професійному рингу протягом 2005—2016 років провів 24 боя. 11 серпня 2006 року завоював титул інтернаціонального чемпіона за версією IBF в першій важкій вазі, але після цього в його кар'єрі пішла майже суцільна смуга невдач.